# تپه بابایی
تپه بابایی مربوط به دوران پیش از تاریخ ایران باستان - است و در شهرستان نهاوند، بخش خزل، روستای تاریک‌دره علیا واقع شده و این اثر در تاریخ ۲۴ اسفند ۱۳۸۳ با شمارهٔ ثبت ۱۱۴۴۲ به‌عنوان یکی از آثار ملی ایران به ثبت رسیده است.